# Lucas Lazogianis
Lucas Alexandros Lazogianis (Stuttgart, 18 de abril de 2001) es un deportista alemán que compite en lucha grecorromana. Ganó una medalla de plata en el Campeonato Europeo de Lucha de 2025, en la categoría de 97 kg.

## Palmarés internacional
| Campeonato Europeo | Campeonato Europeo      | Campeonato Europeo | Campeonato Europeo |
| Año                | Lugar                   | Medalla            | Categoría          |
| ------------------ | ----------------------- | ------------------ | ------------------ |
| 2025               | Bratislava (Eslovaquia) | Medalla de plata   | 97 kg              |